# Özkan Gümüş
Özkan Gümüş (* 24. August 1977 in Berlin) ist ein ehemaliger türkischer Fußballspieler. Mittlerweile arbeitet er als Trainer.

## Sportlicher Werdegang
Geboren und aufgewachsen in Berlin, durchlief Gümüş zunächst die Jugendabteilungen von FSV Hansa 07 Berlin und Hertha Zehlendorf, bevor er 1994 zum Hamburger SV wechselte. Dort rückte er 1997 zeitweise in den Profikader auf und debütierte am 17. Oktober des Jahres unter Trainer Frank Pagelsdorf als Einwechselspieler für Markus Schopp in der Bundesliga, als sich die Mannschaft torlos 0:0-Unentschieden von Werder Bremen trennte. Dies blieb sein einziger Profieinsatz, in den folgenden Jahren kam er insbesondere in der zweiten Mannschaft zum Zug. Dabei empfahl er sich für die türkische U-21-Nationalmannschaft, für die er 1998 ein Länderspiel bestritt.
Im Sommer 2000 wechselte Gümüş innerhalb der Regionalliga Nord zum Aufsteiger Lüneburger SK. 2002 wechselte er zum Oberligisten 1. FC Union Solingen, ehe er ab Juli 2003 sein Geld in der Türkei verdiente. Zunächst stand er bei Manisaspor unter Vertrag, wurde aber später an den Zweitligisten Yozgatspor verliehen. 2006 wechselte er zum Drittligisten Kardemir Karabükspor, den er nach einer Spielzeit in Richtung Erzincanspor verließ.
2008 kehrte Gümüş nach Deutschland zurück und schloss sich dem Berliner AK 07 an. Dort beendete er seine Karriere und wechselte in den Trainerstab. Am Ende der Oberliga-Spielzeit 2010/11 übernahm er zeitweise das Cheftraineramt und stieg mit der Mannschaft in die Regionalliga auf. Anschließend fungierte er unter Jens Härtel wieder als Trainerassistent. Im Sommer 2013 bestand er die Prüfung zur A-Lizenz. Nachdem er das Amt des Co-Trainers beim BAK auch unter dem seit dem Sommer 2014 amtierenden Chefcoach Dietmar Demuth bekleidet hatte, wurde er nach dessen Entlassung im September 2014 zum hauptverantwortlichen Trainer befördert.